# Liga Premier de Armenia 2021-22
La Liga Premier de Armenia 2021-22 es la edición número 30 de la Liga Premier de Armenia. La temporada comenzó el 30 de julio de 2021 y terminará el 28 de mayo de 2022.

## Ascensos y descensos
| Pos. | Descendido de la Liga Premier de Armenia 2020-21 |
| ---- | ------------------------------------------------ |
| 8.º  | Lori                                             |
| 9.º  | Shirak                                           |
| 10.º | Gandzasar                                        |

| Pos. | Ascendido de la Primera Liga de Armenia 2020-21 |
| ---- | ----------------------------------------------- |
| 1.º  | Sevan                                           |
| 2.º  | BKMA                                            |
| 3.º  | Noravank                                        |

## Sistema de competición
Los diez equipos participantes juegan entre sí todos contra todos tres veces totalizando 27 partidos cada uno, al término de la jornada 27, el primer clasificado se corona campeón y se clasifica a la primera ronda de la Liga de Campeones 2022-23, mientras que el segundo y el tercer clasificado obtienen un cupo para la primera ronda de la Liga de Conferencia Europa 2022-23. El último clasificado desciende a la Primera Liga de Armenia 2022-23.
Un tercer cupo para la primera ronda de la Liga de Conferencia Europa 2022-23 se asignará al campeón de la Copa de Armenia.

## Equipos participantes
| Equipo         | Ciudad       | Estadio                     | Capacidad |
| -------------- | ------------ | --------------------------- | --------- |
| Alashkert      | Ereván       | Alashkert Stadium           | 6850      |
| Ararat         | Ereván       | Estadio Republicano         | 14 403    |
| Ararat-Armenia | Ereván       | Estadio de la Academia Avan | 1428      |
| BKMA           | Ereván       | Estadio de la Academia Avan | 1428      |
| Noah           | Ereván       | Alashkert Stadium           | 6850      |
| Noravank       | Vayk         | Arevik Stadium              |           |
| Pyunik         | Ereván       | Estadio Republicano         | 14 403    |
| Sevan          | Sevan        | Dzoraghbyur                 | 1.000     |
| Urartu         | Ereván       | Banants Stadium             | 4860      |
| Van            | Charentsavan | Charentsavan City Stadium   | 5000      |

## Tabla de posiciones
| Pos. | Equipo         | Pts. | PJ | G  | E  | P  | GF | GC | Dif. | Clasificación 2022–23                       |
| ---- | -------------- | ---- | -- | -- | -- | -- | -- | -- | ---- | ------------------------------------------- |
| 1    | Pyunik         | 74   | 31 | 23 | 5  | 3  | 51 | 24 | +27  | Primera ronda de la Liga de Campeones       |
| 2    | Ararat-Armenia | 71   | 31 | 22 | 5  | 4  | 55 | 20 | +35  | Segunda ronda de la Liga Europa Conferencia |
| 3    | Alashkert      | 50   | 31 | 14 | 8  | 9  | 37 | 29 | +8   | Primera ronda de la Liga Europa Conferencia |
| 4    | Ararat         | 46   | 31 | 13 | 7  | 11 | 47 | 35 | +12  | Primera ronda de la Liga Europa Conferencia |
| 5    | Noah           | 39   | 32 | 9  | 12 | 11 | 38 | 43 | −5   |                                             |
| 6    | Urartu         | 37   | 31 | 8  | 13 | 10 | 35 | 32 | +3   |                                             |
| 7    | Noravank       | 25   | 31 | 6  | 7  | 18 | 33 | 53 | −20  |                                             |
| 8    | Van            | 25   | 31 | 6  | 7  | 18 | 19 | 45 | −26  |                                             |
| 9    | BKMA           | 18   | 31 | 4  | 6  | 21 | 23 | 57 | −34  | Descenso a la Primera Liga de Armenia       |
| 10   | Sevan          | 0    | 0  | 0  | 0  | 0  | 0  | 0  | 0    | Retirado                                    |

Actualizado a los partidos jugados el 22 de mayo de 2022.
 Fuente: Soccerway
Notas:
1. ↑  El 1 de deciembre de 2021 el Sevan fue expulsado de la competición.[2]

## Resultados cruzados
| Local \ Visitante | ALA | ARA | FCA | BKM | NOA | NOR | PYU | URA | VAN |
| ----------------- | --- | --- | --- | --- | --- | --- | --- | --- | --- |
| Alashkert         | —   | 1–0 | 0–3 | 2–1 | 0–0 | 0–0 | 1–4 | 2–1 | 0–2 |
| Ararat            | 3–2 | —   | 0–1 | 3–2 | 7–1 | 3–2 | 0–1 | 2–0 | 1–0 |
| Ararat-Armenia    | 2–1 | 3–0 | —   | 2–1 | 5–2 | 2–1 | 1–2 | 3–0 | 2–0 |
| BKMA              | 0–2 | 0–2 | 2–3 | —   | 1–2 | 2–0 | 0–4 | 1–2 | 1–0 |
| Noah              |     | 2–2 | 0–1 | 5–0 | —   | 2–1 | 1–2 | 1–1 | 3–0 |
| Noravank          | 0–2 | 1–1 | 0–2 | 1–1 | 1–1 | —   | 2–1 | 0–1 | 1–0 |
| Pyunik            | 1–1 | 2–6 | 0–3 |     | 1–0 | 2–0 | —   | 2–0 | 1–1 |
| Urartu            |     | 1–1 | 0–0 | 5–0 | 0–1 | 3–0 | 0–2 | —   | 1–0 |
| Van               | 0–4 | 0–1 | 1–2 | 1–0 | 1–2 | 2–0 | 0–2 | 1–1 | —   |

| Local \ Visitante | ALA | ARA | FCA | BKM | NOA | NOR | PYU | URA | VAN |
| ----------------- | --- | --- | --- | --- | --- | --- | --- | --- | --- |
| Alashkert         | —   |     |     |     |     |     |     |     |     |
| Ararat            |     | —   |     |     | 1–1 |     |     |     |     |
| Ararat-Armenia    |     |     | —   |     |     |     |     |     |     |
| BKMA              |     |     |     | —   |     |     | 0–1 |     |     |
| Noah              |     |     |     |     | —   |     |     |     |     |
| Noravank          |     |     |     |     |     | —   |     |     |     |
| Pyunik            |     |     |     |     |     |     | —   |     |     |
| Urartu            |     |     |     |     |     | 1–1 |     | —   |     |
| Van               |     |     |     |     |     |     |     |     | —   |